# Суслин, Виталий Игоревич
Виталий Игоревич Су́слин (род. 22 июля 1986, Нововоронеж) — российский кинорежиссер, сценарист.

## Биография
Виталий Суслин родился 22 июля 1986 года в Нововоронеже.
В 2012 году окончил ВГИК им. С.А. Герасимова, где учился на факультете режиссуры игрового фильма (мастерская К.Г. Шахназарова и О. Б. Шухера (2012). Лауреат двух премий на фестивале «Кинотавр» в 2017 году за фильм «Голова. Два уха», созданный по мотивам реальных событий .

## Фильмография
- 2022 — «Верблюжья дуга», режиссер
- 2021 — «Рапана», режиссер и сценарист
- 2020 — «Папье-Маше», режиссер и сценарист
- 2019 — «Седьмой пробег по контуру Земного шара», режиссер и сценарист
- 2017 — «Голова. Два уха», режиссер и сценарист
- 2015 — «Дефиле», режиссер и сценарист
- 2012 — «Ванька Тепляшин» (короткометражка), режиссер
- 2011 — «Шнырь» (короткометражка), режиссер и сценарист
- 2010 — «День простого человека» (документальный)

## Премии и награды
- 2017 — «Кинотавр». Диплом Гильдии киноведов и кинокритиков, за фильм «Голова. Два уха»[2]
- 2017 — «Кинотавр». Приз имени Григория Горина «За лучший сценарий», за фильм «Голова. Два уха»[2]
- 2016 — «Восток&Запад. Классика и Авангард». Лучшая режиссура, за фильм «Дефиле»[3]
- 2019 — «Окно в Европу». Специальный приз жюри «За авторский взгляд, форматирующий реальность героя», за фильм «Седьмой пробег по контуру земного шара»
- 2019 — «Окно в Европу». Приз Гильдии киноведов и кинокритиков России по конкурсу «Игровое кино. Осенние премьеры», за фильм «Седьмой пробег по контуру земного шара»[4]
- 2020 — Международный фестиваль кино стран Содружества «Московская премьера». Специальный приз жюри за лучшую режиссерскую работу, за фильм «Седьмой пробег по контуру земного шара»[5]
- 2020 — 28-й Фестиваль Российского кино «Окно в Европу». Диплом Гильдии киноведов и кинокритиков России с формулировкой — за расширение и усложнение авторской вселенной — фильм «Папье-Маше»[6]
- 2021 — 12-й онлайн-фестиваль российского кино «Дубль дв@». Гран-при и приз за лучшую мужскую роль актеру Александру Карнаушкину, фильм «Седьмой пробег по контуру земного шара»
- 2021 — Фестиваль «Окно в Европу». Диплом фестиваля — за талант впадать, как в ересь, в неслыханную простоту — фильм «Рапана»[7][8].